# Neogarypus gravieri
Genre
Espèce
Neogarypus gravieri, unique représentant du genre Neogarypus, est une espèce de pseudoscorpions de la famille des Garypidae.

## Distribution
Cette espèce est endémique du Zimbabwe. Elle se rencontre vers Makapau.

## Description
Les mâles mesurent de 4 à 4,5 mm.

## Étymologie
Cette espèce est nommée en l'honneur de Charles Joseph Gravier.

## Publication originale
- Vachon, 1937 : Pseudoscorpions nouveaux des collections du Museum National d'Histoire Naturelle de Paris. (première note) Bulletin du Muséum national d'histoire naturelle, sér. 2, vol. 9, no 2, p. 129-133 (texte intégral).